# Discovery Theater
Discovery Theater es un canal de televisión por suscripción latinoamericano en alta definición  de origen estadounidense, propiedad de Warner Bros. Discovery. Su programación se basa en la ciencia y la cultura. 
El canal fue lanzado el 1 de junio de 2002 bajo el nombre de Discovery HD Theater como el primer canal en alta definición de Discovery Networks. En Latinoamérica, el canal fue lanzado el 15 de abril de 2009 y su programación se basaba en series de viajes, documentales de cultura, historia natural, aventura, ciencia y tecnología.
El 4 de octubre de 2011, HD Theater fue relanzado como Velocity en Estados Unidos y su programación fue reenfocada al automovilismo. Tras la adquisición por parte de Discovery de una participación mayoritaria de la revista TEN, esta fue renombrada a Motor Trend Group y se anunció que Velocity cambiaría de nombre a Motor Trend el 23 de noviembre de 2018.